# National Invitation Tournament 2019
El National Invitation Tournament 2019 fue la octogésima segunda edición del National Invitation Tournament. La disputaron 32 equipos, seleccionados entre los que no participaron el Torneo de la NCAA de 2017. La selección de los participantes se hizo con base en múltiples parámetros, tales como los enfrentamientos directos, los resultados de los diez últimos partidos, y las quinielas de favoritos. En la primera ronda, la segunda y los cuartos de final, los partidos se disputaron en el pabellón del equipo mejor preseleccionado, disputándose las semifinales y final como es tradición en el Madison Square Garden de Nueva York. El campeón fue, por segunda vez, la Universidad de Texas.

## Reglas experimentales
En febrero de 2019, la NCAA aprobó un número de reglas experimentales para probar en este torneo:
- Los partidos serán de cuatro cuartos de 10 minutos en lugar de las dos mitades de 20. La NCAA ya usa este formato en el baloncesto femenino desde la temporada 2015–16.
- Como en el baloncesto universitario femenino, así como en el NIT 2017,[5] No habrá "uno más uno" en los tiros libres. En cambio, a partir de la quinta falta en total en cada segmento de 10 minutos, una falta que no sea de tiro por parte del equipo defensor dará lugar a dos tiros libres, con la única excepción de faltas técnicas administrativas. Esto también se probó en el baloncesto femenino de la NCAA, que desde la temporada 2015-16 se juega en cuartos.
- La línea de 3 puntos cambió a la distancia FIBA de 6,75 metros desde la alineación con el centro de la canasta, a excepción de los lados.
- La línea de tiros libres tendrá un ancho de 16 pies, la mosma que en la NBA y la FIBA, en lugar de los 12 pies en las actuales normas de la NCAA.
- El reloj de tiro volverá a 20 segundos después de rebote ofensivo (similar a la NBA y WNBA, que lo hacen a los 14 segundos).

## Equipos seleccionados
| Rank. | Universidad    | Conferencia  | Record | Tipo de invitación |
| ----- | -------------- | ------------ | ------ | ------------------ |
| 1     | UNC Greensboro | Southern     | 28–6   | General            |
| 2     | NC State       | ACC          | 22–11  | General            |
| 3     | Georgetown     | Big East     | 19–13  | General            |
| 4     | Davidson       | Atlantic 10  | 24–9   | General            |
| 5     | Lipscomb       | Atlantic Sun | 25–7   | Automática         |
| 6     | Harvard        | Ivy League   | 18–11  | Automática         |
| 7     | Hofstra        | Colonial     | 27–7   | Automática         |
| 8     | Campbell       | Big South    | 20–12  | Automática         |

| Rank. | Universidad        | Conferencia | Record | Tipo de invitación |
| ----- | ------------------ | ----------- | ------ | ------------------ |
| 1     | Alabama            | SEC         | 18–15  | General            |
| 2     | Texas              | Big 12      | 16–16  | General            |
| 3     | Xavier             | Big East    | 18–15  | General            |
| 4     | Colorado           | Pac-12      | 21–12  | General            |
| 5     | Dayton             | Atlantic 10 | 21–11  | General            |
| 6     | Toledo             | MAC         | 25–7   | General            |
| 7     | South Dakota State | Summit      | 24–8   | Automática         |
| 8     | Norfolk State      | MEAC        | 21–13  | Automática         |

| Rank. | Universidad       | Conferencia     | Record | Tipo de invitación |
| ----- | ----------------- | --------------- | ------ | ------------------ |
| 1     | TCU               | Big 12          | 20–13  | General            |
| 2     | Creighton         | Big East        | 18–14  | General            |
| 3     | Memphis           | American        | 21–13  | General            |
| 4     | Nebraska          | Big Ten         | 18–16  | General            |
| 5     | Butler            | Big East        | 16–16  | General            |
| 6     | San Diego         | WCC             | 21–14  | General            |
| 7     | Loyola–Chicago    | Missouri Valley | 20–13  | Automática         |
| 8     | Sam Houston State | Southland       | 21–11  | Automática         |

| Rank. | Universidad        | Conferencia | Record | Tipo de invitación |
| ----- | ------------------ | ----------- | ------ | ------------------ |
| 1     | Indiana            | Big Ten     | 17–15  | General            |
| 2     | Clemson            | ACC         | 19–13  | General            |
| 3     | Furman             | Southern    | 25–7   | General            |
| 4     | Providence         | Big East    | 18–15  | General            |
| 5     | Arkansas           | SEC         | 17–15  | General            |
| 6     | Wichita State      | American    | 19–14  | General            |
| 7     | Wright State       | Horizon     | 21–13  | Automática         |
| 8     | Saint Francis (PA) | Northeast   | 18–14  | Automática         |

### Clasificación automática
Los siguientes equipos ganaron el título de la temporada regular de sus respectivas conferencias, pero no consiguieron ganar los torneos de postemporada, por lo que no fueron invitados automáticamente para el Torneo de la NCAA. Al no recibir tampoco invitaciones por el formato general, fueron automáticamente clasificados para el NIT 2019.
| Equipo             | Conferencia     | Balance | Participación | Última |
| ------------------ | --------------- | ------- | ------------- | ------ |
| Campbell           | Big South       | 20–12   | 1ª            | Nunca  |
| Harvard            | Ivy League      | 18–11   | 3ª            | 2018   |
| Hofstra            | Colonial        | 27–7    | 6ª            | 2006   |
| Lipscomb           | Atlantic Sun    | 25–7    | 2ª            | 2006   |
| Loyola–Chicago     | Missouri Valley | 20–13   | 5ª            | 1980   |
| Norfolk State      | MEAC            | 21–13   | 2ª            | 2013   |
| Saint Francis (PA) | Northeast       | 18–14   | 4ª            | 1958   |
| Sam Houston State  | Southland       | 21–11   | 1ª            | Nunca  |
| South Dakota State | Summit          | 24–8    | 2ª            | 2015   |
| Wright State       | Horizon         | 21–13   | 1ª            | Nunca  |

## Fase final
Cuadro final de resultados.
|  | 1ª ronda 19-20 de marzo | 1ª ronda 19-20 de marzo | 1ª ronda 19-20 de marzo |          |    | 2ª ronda 23-24 de marzo | 2ª ronda 23-24 de marzo | 2ª ronda 23-24 de marzo |  |   | Cuartos de final 27 de marzo | Cuartos de final 27 de marzo | Cuartos de final 27 de marzo |  |
|  |                         |                         |                         |          |    |                         |                         |                         |  |   |                              |                              |                              |  |
|  |                         |                         |                         |          |    |                         |                         |                         |  |   |                              |                              |                              |  |
|  | 1                       | UNC Greensboro          | 84                      |          |    |                         |                         |                         |  |   |                              |                              |                              |  |
|  | 1                       | UNC Greensboro          | 84                      |          |    |                         |                         |                         |  |   |                              |                              |                              |  |
|  | 8                       | Campbell                | 69                      |          |    |                         |                         |                         |  |   |                              |                              |                              |  |
|  | 8                       | Campbell                | 69                      |          | 1  | UNC Greensboro          | 69                      |                         |  |   |                              |                              |                              |  |
|  |                         |                         |                         |          | 1  | UNC Greensboro          | 69                      |                         |  |   |                              |                              |                              |  |
|  |                         |                         | 5                       | Lipscomb | 86 |                         |                         |                         |  |   |                              |                              |                              |  |
|  | 4                       | Davidson                | 5                       | Lipscomb | 86 | 81                      |                         |                         |  |   |                              |                              |                              |  |
|  | 4                       | Davidson                |                         |          |    |                         |                         |                         |  |   |                              |                              |                              |  |
|  | 5                       | Lipscomb                | 89                      |          |    |                         |                         |                         |  |   |                              |                              |                              |  |
|  | 5                       | Lipscomb                | 89                      |          |    |                         |                         |                         |  | 5 | Lipscomb                     | 94                           |                              |  |
|  |                         |                         |                         |          |    |                         |                         |                         |  | 5 | Lipscomb                     | 94                           |                              |  |
|  |                         |                         | 2                       | NC State | 93 |                         |                         |                         |  |   |                              |                              |                              |  |
|  | 3                       | Georgetown              | 2                       | NC State | 93 | 68                      |                         |                         |  |   |                              |                              |                              |  |
|  | 3                       | Georgetown              |                         |          |    |                         |                         |                         |  |   |                              |                              |                              |  |
|  | 6                       | Harvard                 | 71                      |          |    |                         |                         |                         |  |   |                              |                              |                              |  |
|  | 6                       | Harvard                 | 71                      |          | 6  | Harvard                 | 77                      |                         |  |   |                              |                              |                              |  |
|  |                         |                         |                         |          | 6  | Harvard                 | 77                      |                         |  |   |                              |                              |                              |  |
|  |                         |                         | 2                       | NC State | 78 |                         |                         |                         |  |   |                              |                              |                              |  |
|  | 2                       | NC State                | 2                       | NC State | 78 | 84                      |                         |                         |  |   |                              |                              |                              |  |
|  | 2                       | NC State                |                         |          |    |                         |                         |                         |  |   |                              |                              |                              |  |
|  | 7                       | Hofstra                 | 78                      |          |    |                         |                         |                         |  |   |                              |                              |                              |  |
|  | 7                       | Hofstra                 | 78                      |          |    |                         |                         |                         |  |   |                              |                              |                              |  |
|  |                         |                         |                         |          |    |                         |                         |                         |  |   |                              |                              |                              |  |

|  | 1ª ronda 19-20 de marzo | 1ª ronda 19-20 de marzo | 1ª ronda 19-20 de marzo |          |     | 2ª ronda 23-24 de marzo | 2ª ronda 23-24 de marzo | 2ª ronda 23-24 de marzo |  |   | Cuartos de final 27 de marzo | Cuartos de final 27 de marzo | Cuartos de final 27 de marzo |  |
|  |                         |                         |                         |          |     |                         |                         |                         |  |   |                              |                              |                              |  |
|  |                         |                         |                         |          |     |                         |                         |                         |  |   |                              |                              |                              |  |
|  | 1                       | Alabama                 | 79                      |          |     |                         |                         |                         |  |   |                              |                              |                              |  |
|  | 1                       | Alabama                 | 79                      |          |     |                         |                         |                         |  |   |                              |                              |                              |  |
|  | 8                       | Norfolk State           | 80                      |          |     |                         |                         |                         |  |   |                              |                              |                              |  |
|  | 8                       | Norfolk State           | 80                      |          | 8   | Norfolk State           | 60                      |                         |  |   |                              |                              |                              |  |
|  |                         |                         |                         |          | 8   | Norfolk State           | 60                      |                         |  |   |                              |                              |                              |  |
|  |                         |                         | 4                       | Colorado | 76  |                         |                         |                         |  |   |                              |                              |                              |  |
|  | 4                       | Colorado                | 4                       | Colorado | 76  | 78                      |                         |                         |  |   |                              |                              |                              |  |
|  | 4                       | Colorado                |                         |          |     |                         |                         |                         |  |   |                              |                              |                              |  |
|  | 5                       | Dayton                  | 73                      |          |     |                         |                         |                         |  |   |                              |                              |                              |  |
|  | 5                       | Dayton                  | 73                      |          |     |                         |                         |                         |  | 4 | Colorado                     | 55                           |                              |  |
|  |                         |                         |                         |          |     |                         |                         |                         |  | 4 | Colorado                     | 55                           |                              |  |
|  |                         |                         | 2                       | Texas    | 68  |                         |                         |                         |  |   |                              |                              |                              |  |
|  | 3                       | Xavier                  | 2                       | Texas    | 68  | 78                      |                         |                         |  |   |                              |                              |                              |  |
|  | 3                       | Xavier                  |                         |          |     |                         |                         |                         |  |   |                              |                              |                              |  |
|  | 6                       | Toledo                  | 64                      |          |     |                         |                         |                         |  |   |                              |                              |                              |  |
|  | 6                       | Toledo                  | 64                      |          | 3   | Xavier                  | 76                      |                         |  |   |                              |                              |                              |  |
|  |                         |                         |                         |          | 3   | Xavier                  | 76                      |                         |  |   |                              |                              |                              |  |
|  |                         |                         | 2                       | Texas    | 78* |                         |                         |                         |  |   |                              |                              |                              |  |
|  | 2                       | Texas                   | 2                       | Texas    | 78* | 79                      |                         |                         |  |   |                              |                              |                              |  |
|  | 2                       | Texas                   |                         |          |     |                         |                         |                         |  |   |                              |                              |                              |  |
|  | 7                       | South Dakota State      | 73                      |          |     |                         |                         |                         |  |   |                              |                              |                              |  |
|  | 7                       | South Dakota State      | 73                      |          |     |                         |                         |                         |  |   |                              |                              |                              |  |
|  |                         |                         |                         |          |     |                         |                         |                         |  |   |                              |                              |                              |  |

|  | 1ª ronda 19-20 de marzo | 1ª ronda 19-20 de marzo | 1ª ronda 19-20 de marzo |           |    | 2ª ronda 23-24 de marzo | 2ª ronda 23-24 de marzo | 2ª ronda 23-24 de marzo |  |   | Cuartos de final 26 de marzo | Cuartos de final 26 de marzo | Cuartos de final 26 de marzo |  |
|  |                         |                         |                         |           |    |                         |                         |                         |  |   |                              |                              |                              |  |
|  |                         |                         |                         |           |    |                         |                         |                         |  |   |                              |                              |                              |  |
|  | 1                       | TCU                     | 82                      |           |    |                         |                         |                         |  |   |                              |                              |                              |  |
|  | 1                       | TCU                     | 82                      |           |    |                         |                         |                         |  |   |                              |                              |                              |  |
|  | 8                       | Sam Houston State       | 69                      |           |    |                         |                         |                         |  |   |                              |                              |                              |  |
|  | 8                       | Sam Houston State       | 69                      |           | 1  | TCU                     | 88                      |                         |  |   |                              |                              |                              |  |
|  |                         |                         |                         |           | 1  | TCU                     | 88                      |                         |  |   |                              |                              |                              |  |
|  |                         |                         | 4                       | Nebraska  | 72 |                         |                         |                         |  |   |                              |                              |                              |  |
|  | 4                       | Nebraska                | 4                       | Nebraska  | 72 | 80                      |                         |                         |  |   |                              |                              |                              |  |
|  | 4                       | Nebraska                |                         |           |    |                         |                         |                         |  |   |                              |                              |                              |  |
|  | 5                       | Butler                  | 76                      |           |    |                         |                         |                         |  |   |                              |                              |                              |  |
|  | 5                       | Butler                  | 76                      |           |    |                         |                         |                         |  | 1 | TCU                          | 71                           |                              |  |
|  |                         |                         |                         |           |    |                         |                         |                         |  | 1 | TCU                          | 71                           |                              |  |
|  |                         |                         | 2                       | Creighton | 58 |                         |                         |                         |  |   |                              |                              |                              |  |
|  | 3                       | Memphis                 | 2                       | Creighton | 58 | 74                      |                         |                         |  |   |                              |                              |                              |  |
|  | 3                       | Memphis                 |                         |           |    |                         |                         |                         |  |   |                              |                              |                              |  |
|  | 6                       | San Diego               | 60                      |           |    |                         |                         |                         |  |   |                              |                              |                              |  |
|  | 6                       | San Diego               | 60                      |           | 3  | Memphis                 | 67                      |                         |  |   |                              |                              |                              |  |
|  |                         |                         |                         |           | 3  | Memphis                 | 67                      |                         |  |   |                              |                              |                              |  |
|  |                         |                         | 2                       | Creighton | 79 |                         |                         |                         |  |   |                              |                              |                              |  |
|  | 2                       | Creighton               | 2                       | Creighton | 79 | 70                      |                         |                         |  |   |                              |                              |                              |  |
|  | 2                       | Creighton               |                         |           |    |                         |                         |                         |  |   |                              |                              |                              |  |
|  | 7                       | Loyola–Chicago          | 61                      |           |    |                         |                         |                         |  |   |                              |                              |                              |  |
|  | 7                       | Loyola–Chicago          | 61                      |           |    |                         |                         |                         |  |   |                              |                              |                              |  |
|  |                         |                         |                         |           |    |                         |                         |                         |  |   |                              |                              |                              |  |

|  | 1ª ronda 19-20 de marzo | 1ª ronda 19-20 de marzo | 1ª ronda 19-20 de marzo |               |    | 2ª ronda 23-24 de marzo | 2ª ronda 23-24 de marzo | 2ª ronda 23-24 de marzo |  |   | Cuartos de final 26 de marzo | Cuartos de final 26 de marzo | Cuartos de final 26 de marzo |  |
|  |                         |                         |                         |               |    |                         |                         |                         |  |   |                              |                              |                              |  |
|  |                         |                         |                         |               |    |                         |                         |                         |  |   |                              |                              |                              |  |
|  | 1                       | Indiana                 | 89                      |               |    |                         |                         |                         |  |   |                              |                              |                              |  |
|  | 1                       | Indiana                 | 89                      |               |    |                         |                         |                         |  |   |                              |                              |                              |  |
|  | 8                       | Saint Francis (PA)      | 72                      |               |    |                         |                         |                         |  |   |                              |                              |                              |  |
|  | 8                       | Saint Francis (PA)      | 72                      |               | 1  | Indiana                 | 63                      |                         |  |   |                              |                              |                              |  |
|  |                         |                         |                         |               | 1  | Indiana                 | 63                      |                         |  |   |                              |                              |                              |  |
|  |                         |                         | 5                       | Arkansas      | 60 |                         |                         |                         |  |   |                              |                              |                              |  |
|  | 4                       | Providence              | 5                       | Arkansas      | 60 | 72                      |                         |                         |  |   |                              |                              |                              |  |
|  | 4                       | Providence              |                         |               |    |                         |                         |                         |  |   |                              |                              |                              |  |
|  | 5                       | Arkansas                | 84                      |               |    |                         |                         |                         |  |   |                              |                              |                              |  |
|  | 5                       | Arkansas                | 84                      |               |    |                         |                         |                         |  | 1 | Indiana                      | 63                           |                              |  |
|  |                         |                         |                         |               |    |                         |                         |                         |  | 1 | Indiana                      | 63                           |                              |  |
|  |                         |                         | 6                       | Wichita State | 73 |                         |                         |                         |  |   |                              |                              |                              |  |
|  | 3                       | Furman                  | 6                       | Wichita State | 73 | 70                      |                         |                         |  |   |                              |                              |                              |  |
|  | 3                       | Furman                  |                         |               |    |                         |                         |                         |  |   |                              |                              |                              |  |
|  | 6                       | Wichita State           | 76                      |               |    |                         |                         |                         |  |   |                              |                              |                              |  |
|  | 6                       | Wichita State           | 76                      |               | 6  | Wichita State           | 63                      |                         |  |   |                              |                              |                              |  |
|  |                         |                         |                         |               | 6  | Wichita State           | 63                      |                         |  |   |                              |                              |                              |  |
|  |                         |                         | 2                       | Clemson       | 55 |                         |                         |                         |  |   |                              |                              |                              |  |
|  | 2                       | Clemson                 | 2                       | Clemson       | 55 | 75                      |                         |                         |  |   |                              |                              |                              |  |
|  | 2                       | Clemson                 |                         |               |    |                         |                         |                         |  |   |                              |                              |                              |  |
|  | 7                       | Wright State            | 69                      |               |    |                         |                         |                         |  |   |                              |                              |                              |  |
|  | 7                       | Wright State            | 69                      |               |    |                         |                         |                         |  |   |                              |                              |                              |  |
|  |                         |                         |                         |               |    |                         |                         |                         |  |   |                              |                              |                              |  |

### Semifinales y final
Se jugaron en el Madison Square Garden en Nueva York el 2 y 4 de abril
|  | Semifinales 2 de abril | Semifinales 2 de abril | Semifinales 2 de abril |       |    | Final 4 de abril | Final 4 de abril | Final 4 de abril |  |
|  |                        |                        |                        |       |    |                  |                  |                  |  |
|  |                        |                        |                        |       |    |                  |                  |                  |  |
|  | 6                      | Wichita State          | 64                     |       |    |                  |                  |                  |  |
|  | 6                      | Wichita State          | 64                     |       |    |                  |                  |                  |  |
|  | 5                      | Lipscomb               | 71                     |       |    |                  |                  |                  |  |
|  | 5                      | Lipscomb               | 71                     |       | 5  | Lipscomb         | 66               |                  |  |
|  |                        |                        |                        |       | 5  | Lipscomb         | 66               |                  |  |
|  |                        |                        | 2                      | Texas | 81 |                  |                  |                  |  |
|  | 1                      | TCU                    | 2                      | Texas | 81 | 44               |                  |                  |  |
|  | 1                      | TCU                    |                        |       |    | 44               |                  |                  |  |
|  | 2                      | Texas                  | 58                     |       |    |                  |                  |                  |  |
|  | 2                      | Texas                  | 58                     |       |    |                  |                  |                  |  |
|  |                        |                        |                        |       |    |                  |                  |                  |  |

| Campeón del NIT 2019 |
| -------------------- |
| Texas 2º título      |